# Röjesjön
Röjesjön är en sjö i Timrå kommun i Medelpad och ingår i Indalsälvens huvudavrinningsområde. Sjön är 16 meter djup, har en yta på 0,536 kvadratkilometer och befinner sig 147,1 meter över havet.

## Delavrinningsområde
Röjesjön ingår i det delavrinningsområde (694825-157376) som SMHI kallar för Ovan Fuskbäcken. Medelhöjden är 159 meter över havet och ytan är 14,91 kvadratkilometer. Räknas de 44 avrinningsområdena uppströms in blir den ackumulerade arean 375,6 kvadratkilometer. Ljustorpsån (Återvänningsån) som avvattnar avrinningsområdet har biflödesordning 2, vilket innebär att vattnet flödar genom totalt 2 vattendrag innan det når havet efter 30 kilometer. Avrinningsområdet består mestadels av skog (83 procent). Avrinningsområdet har 0,53 kvadratkilometer vattenytor vilket ger det en sjöprocent på 3,6 procent.